# Ronderosia forcipatus
Ronderosia forcipatus är en insektsart som först beskrevs av Rehn, J.A.G. 1918.  Ronderosia forcipatus ingår i släktet Ronderosia och familjen gräshoppor. Inga underarter finns listade i Catalogue of Life.